# Championnat National 2005-2006 (Algeria)
Il Campionato algerino di calcio 2005-06 è stato il 44º campionato algerino di calcio. Cominciato il 25 agosto, è terminato il 25 maggio.

## Squadre partecipanti
| Società               | Città              | Stadio                    |
| --------------------- | ------------------ | ------------------------- |
| ASO Chlef             | Chlef              | Boumezrag Mohamed Stadium |
| CA Batna              | Batna              | Stade 1er Novembre 1954   |
| CA Bordj Bou Arreridj | Bordj Bou Arreridj | Stade 20 Août 1955        |
| CR Belouizdad         | Algeri             | Stade 20 Août 1955        |
| CS Constantine        | Costantina         | Stade Chahid Hamlaoui     |
| ES Sétif              | Sétif              | Stade 8 Mai 1945          |
| JS Kabylie            | Tizi Ouzou         | Stade 1er Novembre        |
| MC Alger              | Algeri             | Stade 5 Juillet 1962      |
| MC Oran               | Orano              | Stade Ahmet Zabana        |
| NA Hussein Dey        | Algeri             | Stade Frères Zioui        |
| Paradou AC            | Algeri             | Stade Ould Moussa Saïda   |
| US Biskra             | Biskra             | Stade 18 Février          |
| USM Alger             | Algeri             | Omar Hammadi Stadium      |
| USM Annaba            | Annaba             | Stade 19 Mai 1956         |
| USM Blida             | Blida              | Stade Mustapha Tchaker    |
| WA Tlemcen            | Tlemcen            | Stade Akit Lotfi          |

## Classifica finale
|  |     | Classifica finale 2005-2006 | Pti | G  | V  | N  | P  | GF | GS | DR  |
|  | --- | --------------------------- | --- | -- | -- | -- | -- | -- | -- | --- |
|  | 1.  | JS Kabylie                  | 58  | 30 | 17 | 7  | 6  | 47 | 21 | +26 |
|  | 2.  | USM Alger                   | 57  | 30 | 18 | 6  | 6  | 49 | 30 | +19 |
|  | 3.  | ASO Chlef                   | 52  | 30 | 15 | 7  | 8  | 45 | 25 | +20 |
|  | 4.  | ES Sétif                    | 47  | 30 | 14 | 5  | 11 | 30 | 26 | +4  |
|  | 5.  | CA Bordj Bou Arreridj       | 46  | 30 | 13 | 7  | 10 | 22 | 23 | -1  |
|  | 6.  | MC Alger                    | 44  | 30 | 13 | 5  | 12 | 42 | 35 | +7  |
|  | 7.  | CR Belouizdad               | 40  | 30 | 11 | 7  | 12 | 30 | 31 | -1  |
|  | 8.  | Paradou AC                  | 40  | 30 | 11 | 7  | 12 | 36 | 38 | -2  |
|  | 9.  | CA Batna                    | 38  | 30 | 11 | 5  | 14 | 32 | 35 | -3  |
|  | 10. | USM Blida                   | 38  | 30 | 10 | 8  | 12 | 25 | 30 | -5  |
|  | 11. | NA Hussein Dey              | 38  | 30 | 10 | 8  | 12 | 27 | 35 | -8  |
|  | 12. | MC Oran                     | 37  | 30 | 10 | 7  | 13 | 35 | 41 | -6  |
|  | 13. | WA Tlemcen                  | 37  | 30 | 10 | 7  | 13 | 25 | 33 | -8  |
|  | 14. | CS Constantine              | 36  | 30 | 10 | 6  | 14 | 27 | 35 | -8  |
|  | 15. | USM Annaba                  | 35  | 30 | 10 | 5  | 15 | 32 | 40 | -8  |
|  | 16. | US Biskra                   | 20  | 30 | 3  | 11 | 16 | 13 | 39 | -26 |

### Verdetti
- JS Kabylie campione d'Algeria 2005-2006 e qualificata in Champions League 2007.
- USM Alger qualificata in Champions League 2007.
- ASO Chlef e MC Alger (in quanto vincitrice della Coppa d'Algeria) qualificate in Coppa della Confederazione CAF 2007.
- ES Sétif, CA Bordj Bou Arreridj e MC Alger qualificate in Champions league araba 2006-2007.
- CS Constantine, USM Annaba e US Biskra retrocesse in Seconda Divisione algerina 2006-2007.

Hamid Berguiga (JS Kabylie) campione dei marcatori (18 reti).